# الولي (بعدان)

تعديل مصدري - تعديل

الولي محلة تابعة لقرية الخربة، التابعة لعزلة بني عواض بمديرية بعدان إحدى مديريات محافظة إب في الجمهورية اليمنية، بلغ تعداد سكانها 74 حسب تعداد اليمن لعام 2004.